# Serech

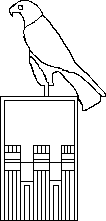
Een serech

De serech (srch. betekenis: laten kennen) is deel van de koningstitulatuur van het oude Egypte. Vanaf de 4e dynastie van Egypte vormt het een van de vijf namen van de farao.

## Verschijning en betekenis
De serech is een rechthoekig vlak waarin de naam van de farao in is geschreven. De gestileerde rechthoek beeldt een oud-Egyptische paleisfaçade uit. Hierbovenop zit een valk, die de god Horus representeert.
De god Horus was een belangrijke godheid voor de stamhoofden van Thinis en later de farao's. Horus was de Egyptische god van lucht en oorlog, hij  had een beschermende functie: waken over de heerser.
Een andere interpretatie is dat de farao's hun heerschappij over het Egyptische rijk en zijn volk rechtvaardigden door een bijzondere band met de hemelse goden. De Egyptische koningen beschouwden zichzelf als kinderen van de goden en bemiddelaars tussen hen en de sterfelijke wereld. Naast de namen die koningen bij hun geboorte kregen, kreeg een  nieuwe farao ook andere titels als ze de troon bestegen, waaronder de zogenaamde Horus-naam die de nauwe relatie van de koning met Horus tot uitdrukking bracht.

## Historie
De horusnaam (hr) is het oudste van alle namen van de farao. Het is een naam die voor het eerst  werd geattesteerd sinds de Proto-dynastieke Periode, grofweg 3300 tot 3000 v. Chr. In zijn vroegste vorm werd alleen het hiëroglief voor Horus geschreven en dan de naam van de stamhoofd van Naqada. Vanaf koning Hor Ka werd de naam in een Serech geschreven. In de 2e dynastie van Egypte werd naast de Horus-valk ook het Seth-dier gebruikt.  In de 4e dynastie van Egypte was het niet langer de belangrijkste naam van de farao en werd de naam tijdens de kroning aangenomen.
Vanaf het Nieuwe Rijk werd de naam veranderd, in plaats van de god Horus op een paleis, werd er een zon en slang van de god Ra-Horachty getoond. Ook werd vanaf koning Ahmose uit het Nieuwe Rijk, elke Horusnaam voorafgegaan door de formule: Sterke stier (kA ncht). Sinds de 23e dynastie van Egypte werd hiervan afgeweken.

## Voorbeelden
Enkele voorbeelden van markante Horusnamen:

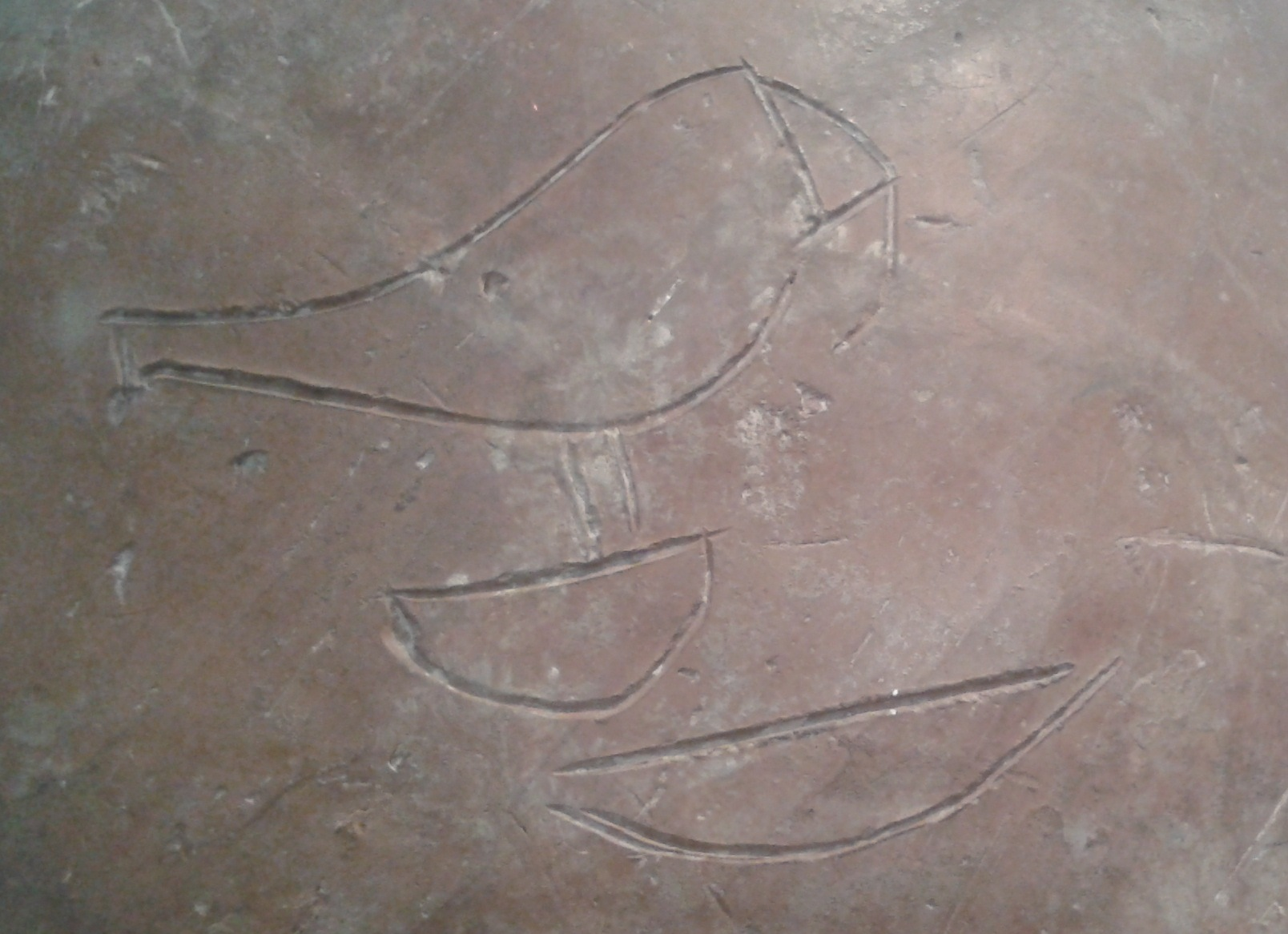
Horusnaam van Hor Iry, uit de Proto-dynastieke Periode
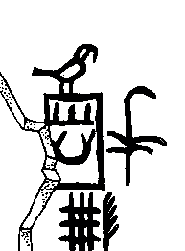
Horusnaam van Hor Ka, uit de Proto-dynastieke Periode.
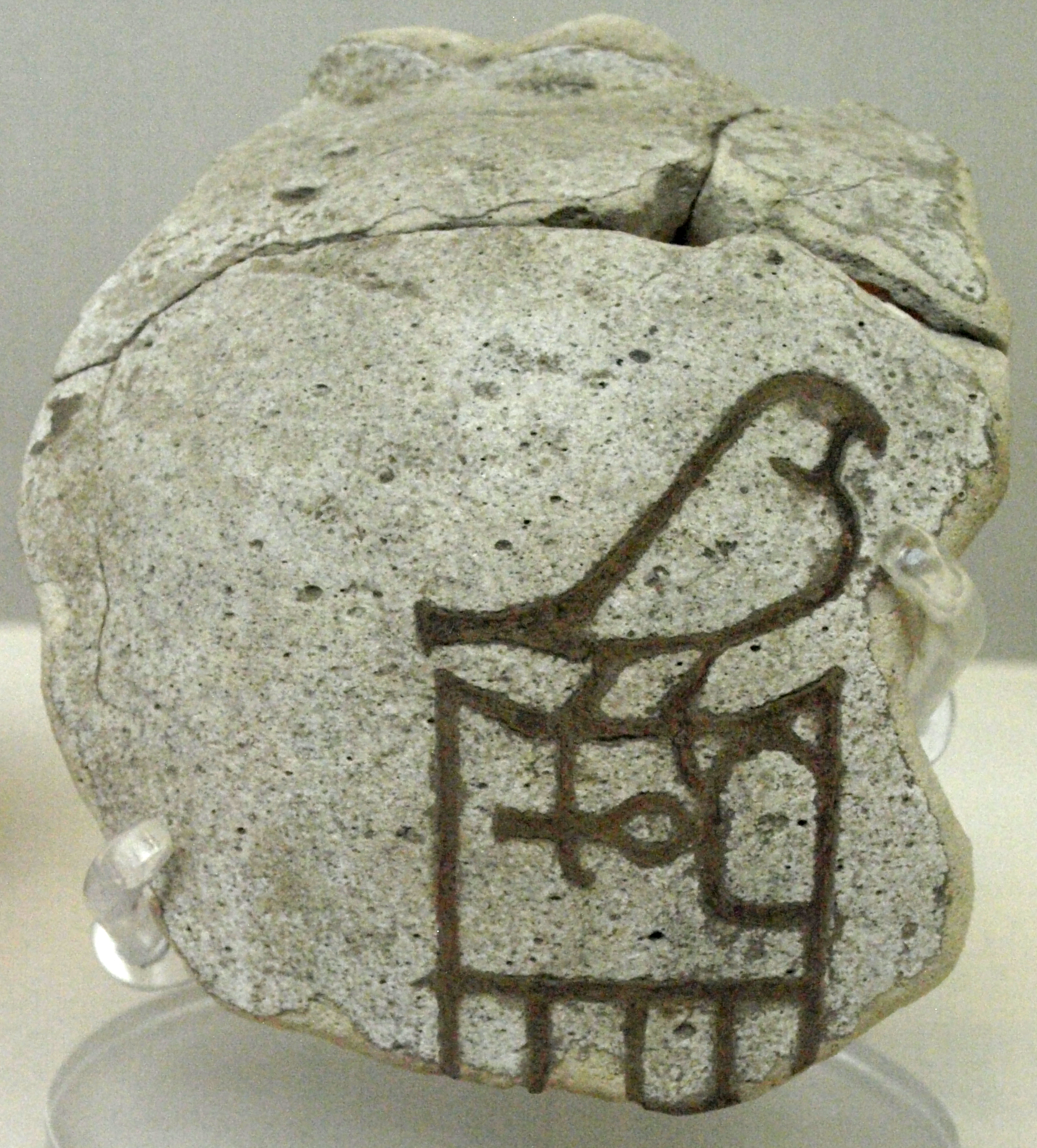
Horusnaam van Horus Aha uit 1e dynastie van Egypte.
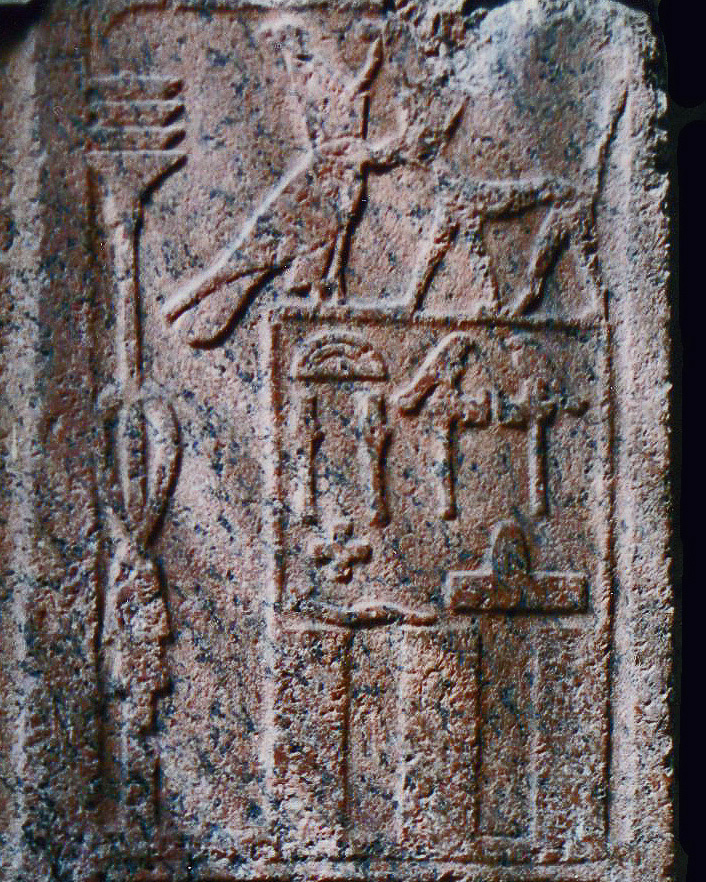
Horusnaam van Chasechemoey uit de 2e dynastie van Egypte
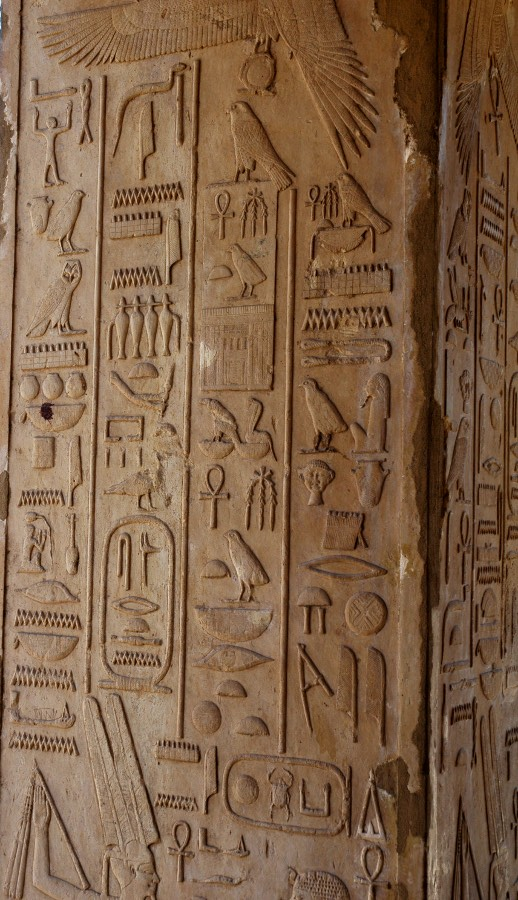
Horusnaam op de Chapelle Blanche uit het Middenrijk
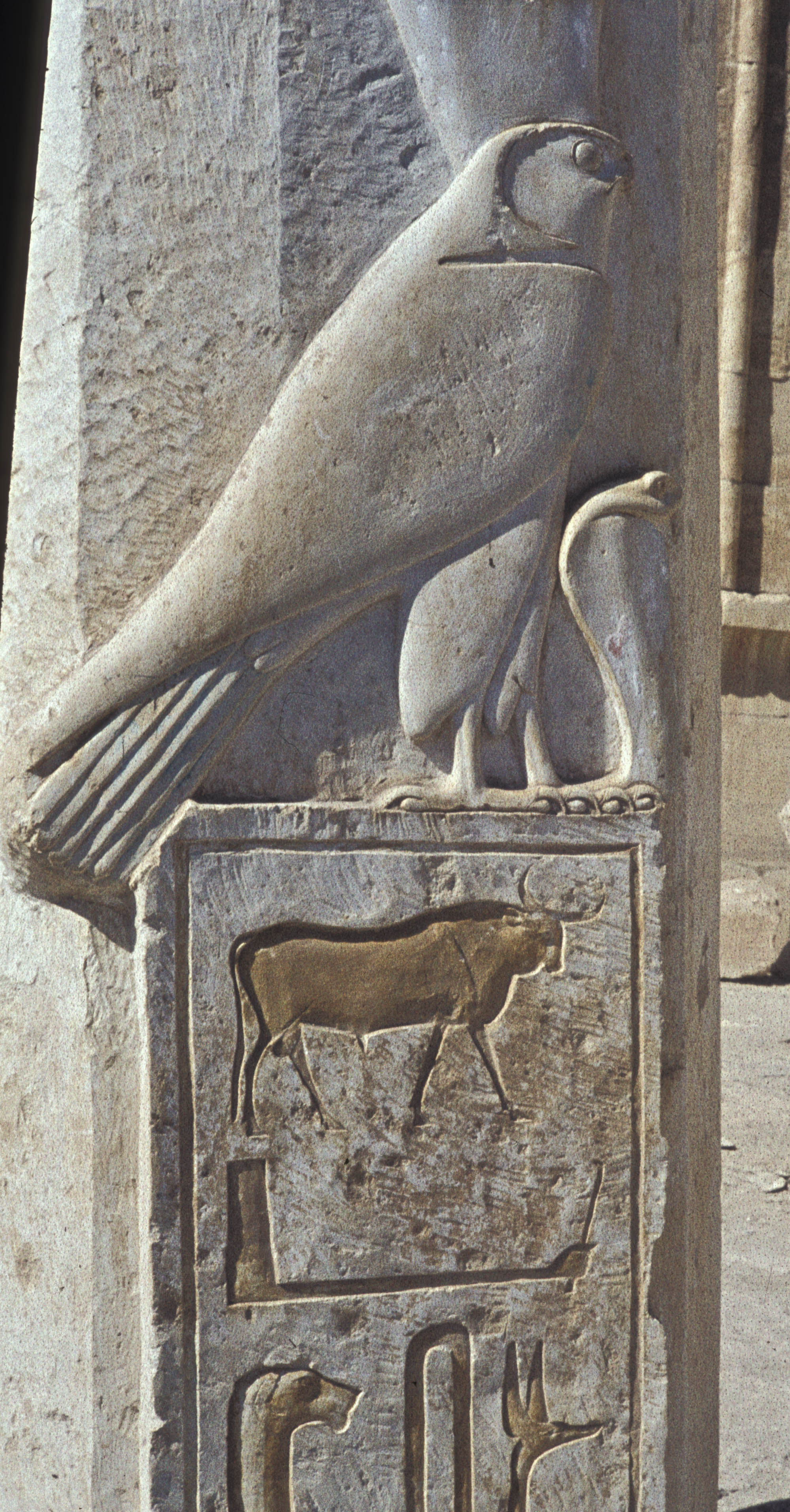
Horusnaam van Hatsjepsoet uit het Nieuwe Rijk.
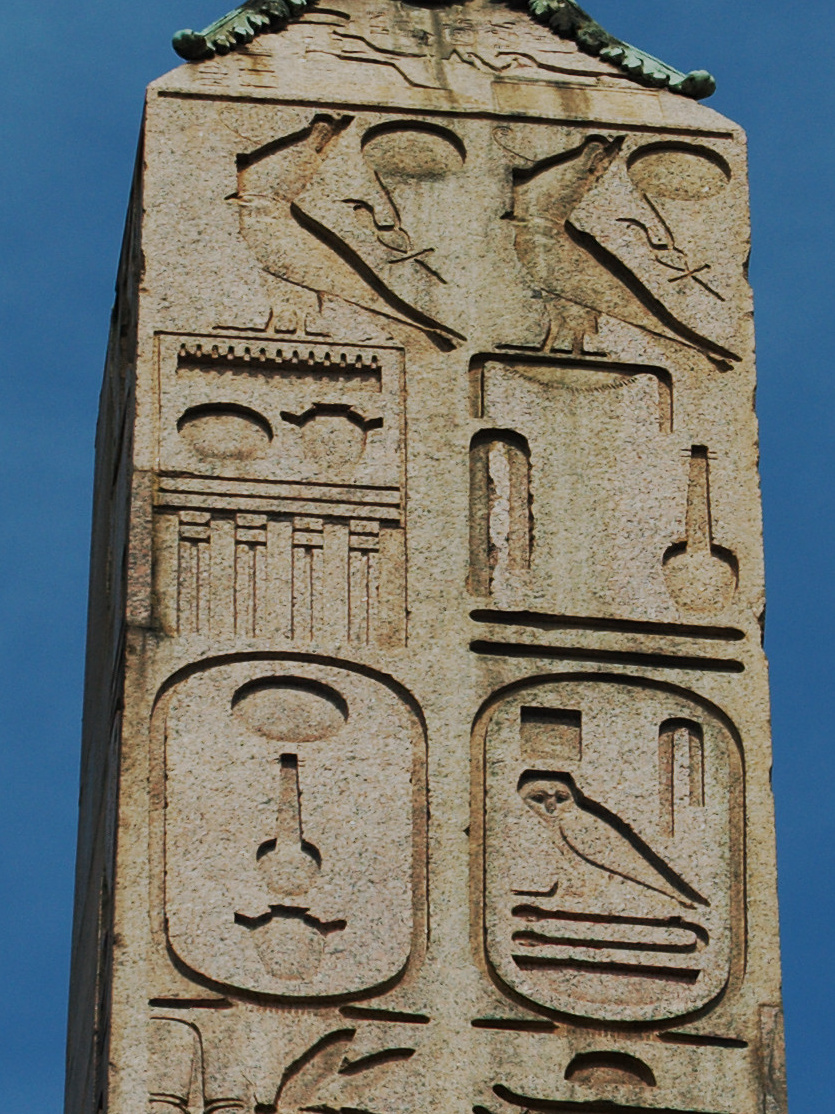
Horusnaam van Psamettichus II uit de Late periode.
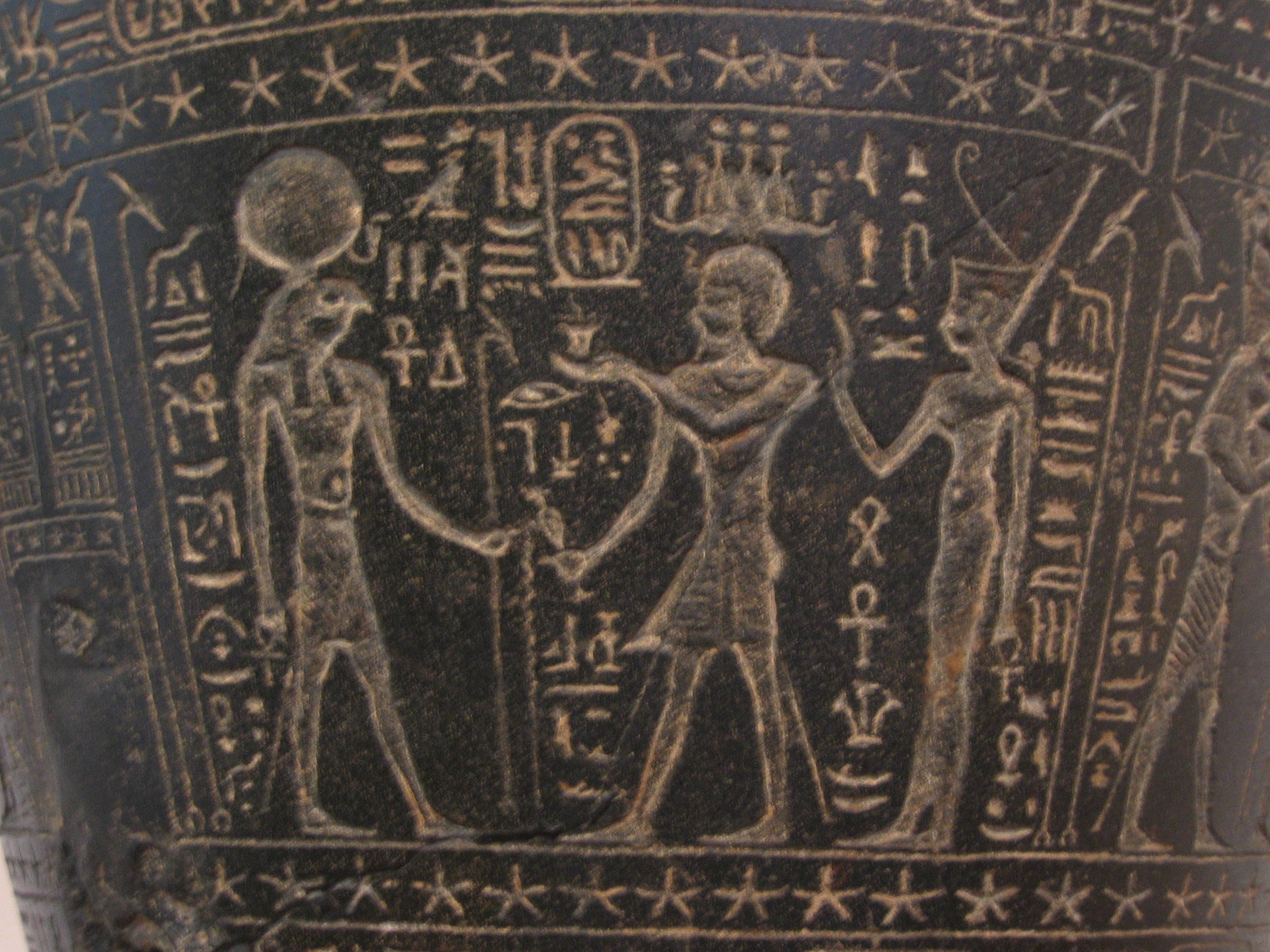
Horusnaam links ten tijde van Ptolemaeus II